# Freeform Five
Freeform Five es una banda electrónica inglesa liderada por el DJ, productor, y compositor Anu Pillai, acompañado por Kabba Forster-Jones, Nick Decosemo y Tamara Barnett-Herrin
Freeform Five remezcló canciones de N*E*R*D, Brian Wilson, X-Press 2 y David Byrne, Isolée, Jamie Lidell, Justin Timberlake, Felix Da Housecat y The Killers.
Su álbum de estudio Strangest Things editado en 2004, contiene la participación de Vince Clarke y Martyn Ware en el tema "What Do I Want From You?". De éste se desprenden sencillos como "Electromagnetic", "Eeeeaaooww" y "No More Conversations", este último relanzado como sencillo en 2007 con una nueva versión de Mylo. También lanzaron otros dos álbumes de remezclas: Misch Masch DJ Mix Album en 2005 y Bisous Bisous II DJ Mix Album en 2008. 
Anu Pillai también tiene un proyecto musical llamado Kid Gloves junto a Roy Kerr (conocido también como The Freelance Hellraiser) con el que compusieron y produjeron para artistas tales como Ladyhawke, Little Boots y Cheryl entre otros. También realizaron remezclas para Snow Patrol, Black Kids, Bloc Party y Santigold.

## Discografía

### Álbumes
- Misch Masch [DJ Mix Album] - 2005 Fine
- Strangest Things [Álbum de estudio] - 2005 Fine/Perspex Recordings
- Bisous Bisous II [DJ Mix Album] - 2006 Perspex Recordings

### Singles
- "One Day" (con Carolyn Harding) (1997)
- "Cocoa Star" (1998)
- "Hustling" (1998)
- "Break Me" (2000)
- "Perspex Sex" (2001)
- "Electromagnetic" (2003)
- "Strangest Things" (2004) #90 UK[4]
- "Eeeeaaooww" (2004) #86 UK[4]
- "No More Conversations" (2005)
- "Muscle Car" (Mylo con Freeform Five) (2006) #38 UK[4]
- "No More Conversations" (relanzamiento) (2007) #77 UK[4]
- "Weltareh" (con Juldeh Camara) (2013)
- "Brandy Alexander" (2013)
- "Leviathan" (con Roisin Murphy) (2014)
- "Throwing Stones" (Freeform Five & Ali Love) [Spinnin' Deep] (2017)

### Remezclas como Freeform Reform
- Easydelics - 'Berimbau de Osahna' (1998)
- Dido - 'Thank You' (1999)
- Freesoul - 'Disco Eyes' (1999)
- Isolée - 'Beau Mot Plage' (1999)
- Cricco Castelli - 'Streetlife' (2000)
- Tim Hutton - 'Colours' (2000)
- Annie - 'The Greatest Hit' (2000)
- Markus Nikolai - 'Bushes' (2001)
- Llorca - 'Indigo Blues' (2001)
- J Majik - 'Love Is Not a Game (feat. Kathy Brown)' (2001)
- Trüby Trio - 'High Jazz' (2002)
- X-Press 2 - 'Lazy (feat. David Byrne)' (2002)
- Natalie Imbruglia - 'Wrong Impression' (2002)
- Elton John - 'Are You Ready for Love' (2003)
- N*E*R*D - 'Lapdance' (2003)
- Isolée - 'Brazil.com' (2003)
- Nitin Sawhney - 'Homelands' (2004)
- Louie Vega - 'Ma Mi Mama (feat. Anané)' (2004)
- Mylo - 'Muscle Car' (2004)
- Felix Da Housecat - 'Rocket Ride' (2004)
- Brian Wilson - 'Our Prayer' (2005)
- Alter Ego - 'Beat the Bush' (2005)
- Arsenal - 'Switch' (2005)
- Soul Mekanik - 'Never Touch That Switch' (2005)
- Futureheads - 'Decent Days and Nights' (2005)
- Will Young - 'Switch It On' (2005)
- The Funky Lowlives - 'Time Traveller Man' (2006)
- Delays - 'Valentine' (2006)
- Lindstrom - 'I Feel Space' (2006)
- Gabriel Ananda - 'Ihre Persönliche Glücksmelodie' (2006)
- Jamie Lidell - 'When I Come Back Around' (2006)
- Revl9n - 'Someone Like You' (2006)
- Alice Smith - 'Love Endeavour' (2006)
- Legowelt - 'Disco Rout' (2007)
- Snow Patrol - 'Set the Fire to the Third Bar' (2007)
- Wahoo - 'Damn (You're Here)' (2007)
- Ayumi Hamasaki - 'alterna' (2008)
- Shinichi Osawa - 'Detonator' (2008)
- The Killers - 'When You Were Young' (2008)
- P!nk - 'Stupid Girl' (2008)
- Destiny's Child - 'Bootylicious' (2008)
- Justin Timberlake - 'SexyBack' (2008)
- Roel H - 'Dancing Bears' (2008)
- D.J. Bang - 'The B.E.A.T.' (2008)
- NUfrequency Feat. Snax - 'Passage of Time' (2009)
- Alexander Robotnick - 'Obsession for the Disco Freaks' (2009)
- Malente & Dex - 'Bangkok' (2009)
- Lionrock - 'Packet of Peace' (2010)
- Soul Mekanik - 'Don't' (2010)
- deadmau5 - 'The Veldt' (2012)
- Golden Bug Feat. Mau - 'One Way' (2012)
- Romanthony - 'Trust (Freeform Five & Kevin McKay Reform)' (2013)
- Holy Models - 'Swimming' (2013)